# Oxalis tetraphylla
Oxalis tetraphylla é uma planta bulbosa, pertencente a família das oxalidaceae. É bastante confundida com o trevo-de-quatro-folhas devido suas quatro folhas. Se distingue do trevo-de-quatro-folhas pela cor do centro das folha, que é roxa além de inflorescência com flores vermelhas. O seu nome "tetraphylla", deriva do grego "Tetra" (que significa "quatro") e "phylla" (que significa "folha").

## Galeria

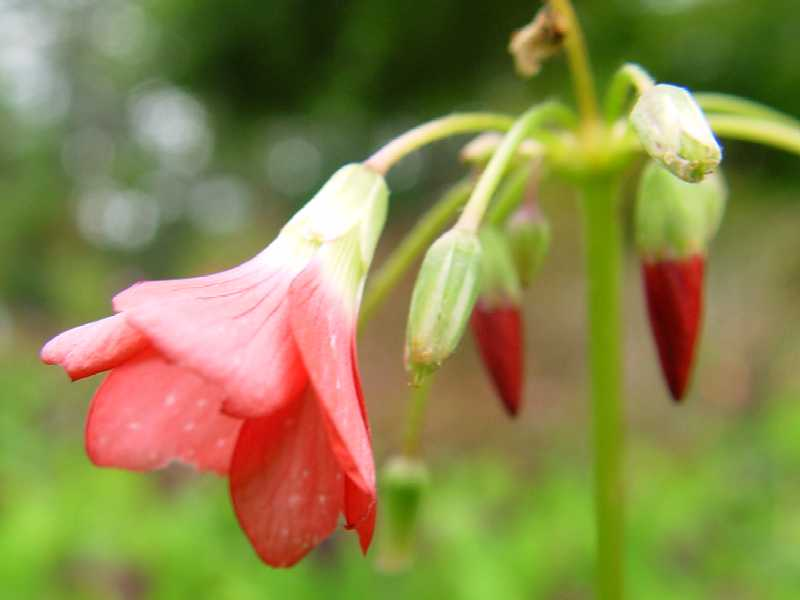
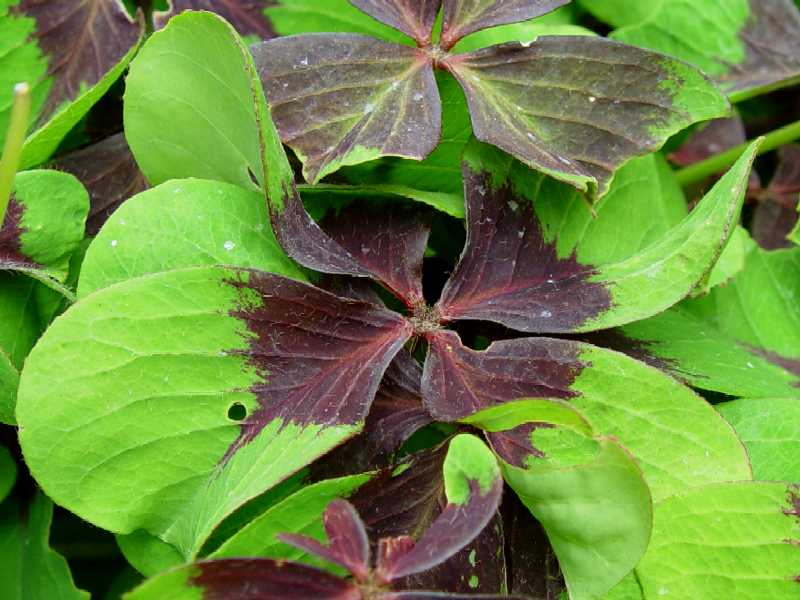
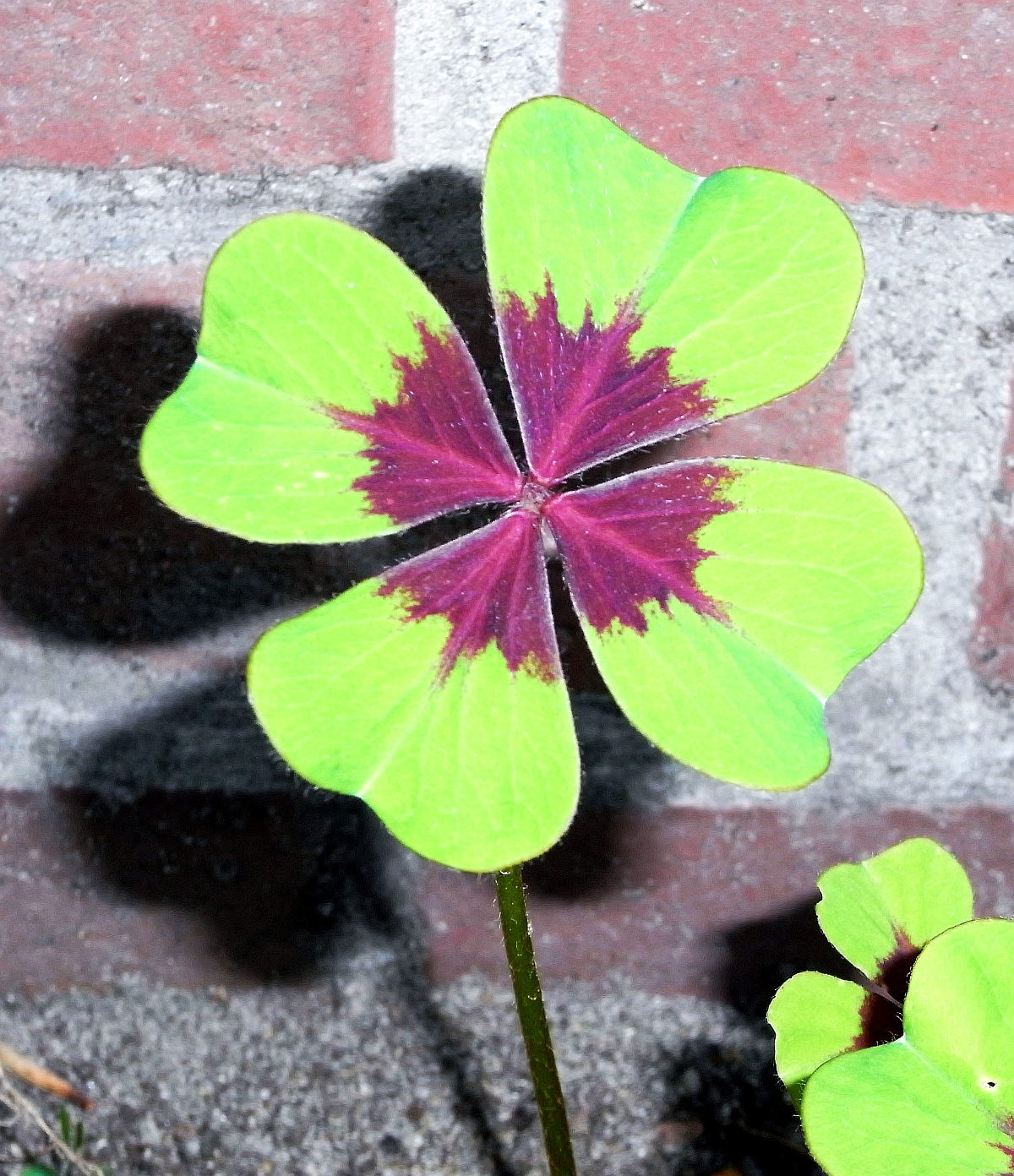